# Жертва (филм, 2024)
Жертва (на английски: Sacrifice) е предстоящ драматичен филм, режисиран от Ромен Гаврас. Сценарият е съвместно написан от Гаврас и Уил Арбъри, известен с работата си в сериала Наследници. Във филма участват Крис Евънс, Аня Тейлър-Джой и Джон Малкович.

## Сюжет
Детайли за сюжета все още не са официално обявени, но се очаква филмът да бъде интензивна драма, фокусираща се върху сложни взаимоотношения и морални конфликти.

## Производство
Снимките на филма започнаха през 2024 година и се провеждат в Гърция и България. Продукцията е резултат на международно сътрудничество, включващо британски и гръцки компании като Iconoclast и Heretic. Филмът се финансира с подкрепата на Film4 и Gucci, като част от проектите им за подкрепа на независими филмови проекти. Местата за снимки включват разнообразни исторически и природни забележителности в двете страни.

## Разпространение
Очаква се Жертва да бъде разпространен от Rocket Science и CAA Media Finance, които отговарят за международната дистрибуция на филма.

## Актьорски състав
- Крис Евънс
- Аня Тейлър-Джой
- Джон Малкович